# Jan Tissing
Jan Tissing (Hees, 11 februari 1940 – Hees, 22 augustus 2006) was een Nederlands taalkundige op het gebied van het Drentse dialect.

In de provincie Drenthe was hij bekend als pleitbezorger voor de Drentse streektaal.
Tissing werkte van 1987 tot 1999 voor de Stichting Drentse Taol, waar hij onder meer een cursus Drents ontwikkelde die nog steeds door een team van docenten wordt gegeven aan belangstellenden. Daarnaast ontwikkelde hij lespakketten Drents voor het basisonderwijs en een WP-spellingscontrole Drents en was hij voorzitter van de Federatie SONT (streektaalorganisaotsies in het Nedersaksisch Taolgebied).
Tissing sprak iedereen aan in zijn eigen Drents "en zag dan wel hoou wied of e kwam." Hij was een vaardig verteller en kwam vaak aan het woord in programma's van Radio Noord en RTV Drenthe. Ook was hij samensteller van het Drents zakwoordenboek waarvan zo'n 10.000 exemplaren zijn verkocht.
In 1999 ging hij met de VUT maar bleef zich inzetten voor het Drents. Zo was hij enkele jaren jurylid bij het Drèents Dictee, maakte hij deel uit van de nieuwe spellingcommissie en keek hij teksten van andere schrijvers na.
Voordat hij streektaalfunctionaris werd was hij vanaf 1961 onderwijzer op verschillende scholen.
Hij begon in Echten, later werd hij hoofd op de scholen van Stuifzand en Zuidwolde. Van 1979 tot 1987 was hij didactisch medewerker bij de Schooladvies- en begeleidingsdienst Drenthe (SABD). In die functie schreef hij mee aan een topografiemethode en twee leesmethodes voor het basisonderwijs.
Tissing was als bestuurder betrokken bij de natuurbeschermingsvereniging van Zuidwolde, de Vereniging tot Bevordering der Bijenteelt in Nederland en de Stichting Vrienden van de Ruiner korenmolen ‘De Zaandplatte’.
Jan Tissing was getrouwd en had een zoon en een dochter.